# Brotheas perezramirezi
Espèce
Brotheas perezramirezi est une espèce de scorpions de la famille des Chactidae.

## Distribution
Cette espèce est endémique d'Amazonas au Venezuela. Elle se rencontre vers Río Negro et Atabapo.

## Description
La femelle holotype mesure 64,57 mm et le mâle paratype 63,62 mm.

## Étymologie
Cette espèce est nommée en l'honneur de Pedro Pérez Ramírez.

## Publication originale
- González-Sponga, 1996 : Aracnidos de Venezuela. Un nuevo genero, cinco nuevas especies, redescripcion de Chactas setosus Kraepelin, 1912 y reporte para Venezuela de Broteochactas colombiensis Gonzalez-Sponga, 1976 (Scorpionida, Chactidae). Memoria de la Sociedad de Ciencias Naturales La Salle, vol. 56, no 145, p. 3-33.